# Josep Maria Boladeras Roca
Josep Maria Boladeras Roca (Girona, 1946) és un fotògraf català.

## Biografia
Josep Maria Boladeras s'inicià en el món de la fotografia des de ben jove a través del seu pare, el fotògraf Francesc Boladeras Molinas. Aquest últim regentà El Globo, un establiment gironí d'òptica i drogueria que creà l'any 1914. Més endavant, a l'inici de la dècada dels quaranta, introduí una secció de fotografia que s'hi acabaria imposant, i en la qual hi seguiria treballant Josep Maria fins al 2004, quan tancà definitivament el negoci.
Boladeras i el també fotògraf Ramon Vilà Sanllehí, muntaren l'estudi de fotografia i publicitat Actini. Aquest estudi donà oportunitat a joves fotògrafs com ara Josep Maria Oliveras Puig, qui hi treballà d'assistent de fotògraf, i Jordi Mestre i Vergés, que hi treballà al laboratori.
Tal com el seu pare Francesc i el seu germà Joan Boladeras Roca, cineasta afeccionat, Josep Maria també fou membre de l'Agrupació Fotogràfica i Cinematogràfica de Girona i Província (AFIC). Allí participà en exposicions i també en concursos, guanyant alguns premis.
El març de 1976, es fundà l'Assemblea Democràtica d'Artistes de Girona (ADAG). Josep Maria Boladeras fou una de les trenta-cinc persones que en firmaren el manifest fundacional, juntament amb el seu germà Joan Boladeras i artistes destacats com Enric Ansesa i Gironella, Francesc Torres i Monsó i Narcís Comadira i Moragriega, entre d'altres.